# Nazhand
Nazhand (persisk for "modløshed") er et iransk dark ambient/black metal-projekt, stiftet i 2004. Projektet, som kun har et enkelt medlem, udgav i årene 2005-2008 flere demoer og album uafhængigt, men skrev i 2009 kontrakt med det svenske undergrundspladeselskab Salute Records for at undgå at andre stjal musikken og udgav den som deres egen.

## Diskografi

### Studiealbum
- 2006:	Shabe Bi Payan
- 2007:	Khazan
- 2007:	Acid Rain of Angel's Cries
- 2009: Life Ruins
- 2009:	Khazan II
- 2009: The Shadow of My Sorrow
- 2009: Hymn of Depression

### Demoer
- 2005:	Depths of Silence
- 2005:	Love's Death
- 2005:	Through the Dark Skies
- 2006:	Death to Prison Life
- 2006:	Light Funeral
- 2006:	Az Zendegi Ta Gour
- 2006:	The Shadow of My Sorrow
- 2007:	Faghan
- 2007:	Sargozashte Man
- 2008:	Blackness
- 2008:	Khazan II
- 2008:	Fear for the Day That You Have Nothing to Fear For
- 2009:	Suicide End

## Fodnoter
1. 1 2  NAZHAND Official Website